# جو هانكس (لاعب كرة قدم)
جو هانكس (بالإنجليزية: Joe Hanks)‏ هو لاعب كرة قدم بريطاني في مركز الوسط، ولد في 2 مارس 1995 في غلوستر في المملكة المتحدة. لعب مع نادي تشيلتنهام تاون لكرة القدم ونادي غلوستر سيتي.

## وصلات خارجية
- جو هانكس (لاعب كرة قدم) على موقع قاعدة بيانات كرة القدم.إي يو (الإنجليزية)
- جو هانكس (لاعب كرة قدم) على موقع Soccerbase.com (لاعب) (الإنجليزية)
- جو هانكس (لاعب كرة قدم) على موقع Soccerway.com (الإنجليزية)